# Villa Lüdicke

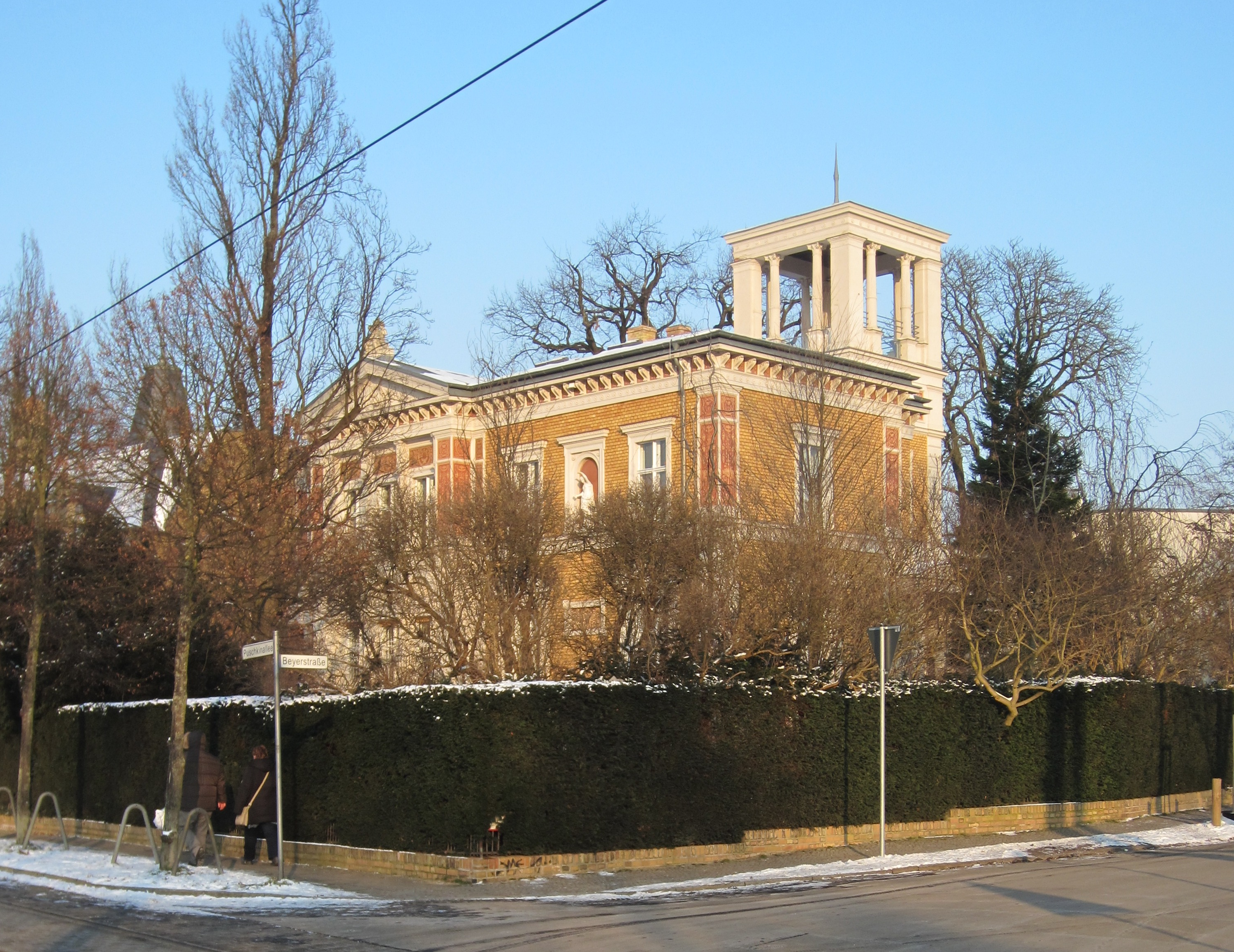
Villa Lüdicke, Puschkinallee 10

Die Villa Lüdicke ist ein denkmalgeschütztes Gebäude im Potsdamer Stadtteil Nauener Vorstadt, Puschkinallee 10.

## Geschichte
Die Turmvilla in der damaligen Capellenbergstraße 10 errichtete 1876/77 Maurermeister Albert Lüdicke († vermutlich 1901, spätestens 1903). Das von Lüdicke zunächst vermietete Haus erwarb 1882 Rittergutbesitzer Karl Wilhelm Julius Matthes aus Hohenkarzig (später Gardzko, Ortsteil von Strzelce Krajeńskie). Bereits 1880 hatte Lüdicke für Matthes ein „Dienerzimmer“ neben dem Turm angebaut, den Eingang durch zwei flankierende Säulen verändert und ein eingeschossiges Gebäudeteil an der Nordseite aufgestockt. Spätestens ab 1891 bis 1903 war die Witwe Matthes, geborene Häfner Eigentümerin und ab 1904 „Matthes Erben“. Die Villa kaufte 1906 der Regierungsrat a. D. Friedrich von der Marwitz (1858–1912) und 1912 der in Berlin (Margaretenstraße 11) wohnhafte Wirkliche Geheime Rat Willibald von Dirksen.
Das Anwesen erwarb 1918 Rittmeister Richard von Spalding (1844–1919). Nach dessen Tod ging es zunächst an die Witwe Marie von Spalding, geborene von Loesewitz (1850–1923) und anschließend an die „von Spalding‘schen Erben“. Ab 1933 war die im Haus wohnende Tochter, die Fürsorgeschwester Hedwig („Hedda“) von Spalding (* 1882) alleinige Eigentümerin. Sie ist als solche noch im Potsdamer Adressbuch für 1938/39 eingetragen, wie auch Oberstleutnant a. D. Siegfried von Braun, der seit Anfang der 1920er Jahre im Haus als Mieter wohnte.
Nach dem Zweiten Weltkrieg besetzte die sowjetische Armee das Haus. Um 1955 ging es an die VEB Kommunale Wohnungsverwaltung und wurde bis zur Wende von der Staatlichen Versicherung der DDR genutzt. Die Villa ist wieder in Privatbesitz.

## Architektur
Die an der Puschkinallee/Ecke Beyerstraße stehende Turmvilla ist zweigeschossig mit Souterrain. Die Wandflächen sind mit gelben Ziegeln verblendet, auf denen sich Sandstein imitierende Gliederungselemente und Sgraffitomalereien hervorheben. Die durch figürlichen Schmuck aufwändig gestaltete Westseite an der Puschkinallee betont ein dreiachsiger, übergiebelter Risalit mit bekrönender Puttengruppe und vorgelagerter Freitreppe sowie eine nördlich anschließende Loggia. Die drei rundbogigen Fenstertüren im Risalit zieren Pilaster, Säulen, Puttenköpfe und Medaillons mit spielenden Putti. Die drei hochrechteckigen Fenster im Obergeschoss schmücken Sgraffitomalereien und Hermen mit Frauenköpfen. Der Eingangsbereich liegt auf der Südseite zur Beyerstraße. Das Gebäude wird durch einen ostseitigen Treppenturm mit Belvedere überragt, an den nach Norden ein dreiachsiger Risalit mit polygonalem Standerker anschließt.